# L'Église des miracles
L'Église des miracles (Miracle Man) est le 18e épisode de la saison 1 de la série télévisée X-Files. Dans cet épisode, Mulder et Scully enquêtent sur des morts liées à un guérisseur évangéliste.
L'épisode a obtenu des critiques plutôt favorables.

## Résumé
En 1983, le père du jeune Samuel Hartley emmène celui-ci sur les lieux d'un accident, et Samuel ressuscite un homme gravement brûlé. Plus de dix ans plus tard, Samuel, devenu adulte, guérit par l'imposition des mains pour le compte de son père, le révérend Calvin Hartley, lors de services évangélistes. Néanmoins, deux personnes touchées par Samuel sont décédées peu de temps après. Mulder et Scully se rendent dans le Tennessee, où le shérif local considère Samuel comme le meurtrier de ces personnes. Ils retrouvent le jeune homme dans un bar, celui-ci étant convaincu d'avoir perdu ses pouvoirs par péché d'orgueil. Ayant avoué être coupable de meurtre, Samuel est arrêté. Il persuade néanmoins Mulder qu'il a un don en évoquant la souffrance qui l'affecte depuis la disparition de sa sœur Samantha.
Mulder a ensuite plusieurs visions de Samantha. Lors de l’audience préliminaire où Samuel est relâché sous caution, une nuée de sauterelles envahit la salle du tribunal. Le révérend et Leonard Vance, son bras droit qui n'est autre que la personne que Samuel a ressuscité, persuadent Samuel de reprendre ses guérisons. Cependant, la jeune femme que Samuel tente de guérir est prise de convulsions et meurt. L'autopsie de Scully révèle que la mort est due à un empoisonnement au cyanure. Mulder pense que Samuel est innocent mais le jeune homme est battu à mort dans sa cellule sur l'ordre du shérif.
Vance a une vision de Samuel, qui l'accuse d'avoir commis les meurtres. Il reconnaît sa culpabilité, expliquant qu'il a voulu se venger d'avoir été ressuscité et ainsi condamné à vivre avec de si graves brûlures. Mulder et Scully trouvent des traces d'achat de cyanure par Vance et viennent l'arrêter mais celui-ci a déjà ingéré une dose mortelle du poison. Il confesse être le meurtrier avant de mourir. La même nuit, le corps de Samuel disparaît de la morgue et une infirmière prétend l'avoir vu sortir tout seul. Plus tard, le shérif est mis en examen pour la mort suspecte de Samuel, alors que Mulder et Scully referment leur enquête.

## Distribution
- David Duchovny : Fox Mulder
- Gillian Anderson : Dana Scully
- R. D. Call : le shérif Maurice Daniels
- Scott Bairstow : Samuel Hartley
- George Gerdes : le révérend Calvin Hartley
- Dennis Lipscomb : Leonard Vance

## Production
Howard Gordon doit écrire le scénario de l'épisode sans l'aide d'Alex Gansa, son collaborateur habituel. Éprouvant des difficultés, il demande à Chris Carter de l'aider, et les deux hommes conçoivent l'histoire en quelques heures. Le scénario prévoyait initialement que Samuel Hartley prenne une pose semblable à celle du Christ sur la croix tandis qu'il était battu à mort mais le comité de censure de la Fox fait retirer cette scène.
Les extérieurs de l'épisode sont filmés à Steveston, dans la banlieue de Richmond, tandis que les scènes se déroulant au domicile du révérend Hartley sont tournées dans un manoir situé près de Langley. Toutes les scènes se déroulant sous le chapiteau du spectacle évangélique sont filmées le même jour et demandent la participation de 300 figurants. Un coach vocal est engagé par la production afin d'enseigner aux acteurs canadiens de l'épisode comment restituer un accent convaincant du sud des États-Unis.

## Accueil

### Audiences
Lors de sa première diffusion aux États-Unis, l'épisode réalise un score de 7,5 sur l'échelle de Nielsen, avec 13 % de parts de marché, et est regardé par 11,60 millions de téléspectateurs.

### Accueil critique
L'épisode obtient des critiques plutôt favorables. Parmi les critiques favorables, John Keegan, du site Critical Myth, lui donne la note de 7/10. Le site Le Monde des Avengers lui donne la note de 3/4. Dans leur livre sur la série, Robert Shearman et Lars Pearson lui donnent la note de 3,5/5.
Du côté des critiques mitigées, le magazine Entertainment Weekly lui donne la note de B-, saluant l'interprétation de Scott Bairstow mais déplorant « l'intrigue convenue et les stéréotypes du milieu évangéliste ». Pour Zack Handlen, du site The A.V. Club, l'épisode « soulève quelques questions intéressantes » et bénéficie d'une bonne distribution de seconds rôles mais son déroulement est « prévisible » et il laisse finalement une impression assez fade.